# Gadira petraula
Gadira petraula is een vlinder uit de familie van de grasmotten (Crambidae). De wetenschappelijke naam van de soort is voor het eerst geldig gepubliceerd in 1882 door Meyrick.
De soort komt voor in het noordoosten van het Zuidereiland van Nieuw-Zeeland.